# Sport Club Rio de Moinhos
O Sport Club Rio de Moinhos é um clube de futebol sediado na freguesia de Rio de Moinhos, Penafiel, em Portugal, o clube foi fundado a 24 de julho de 1974, os seus jogos em casa são disputados no Estádio da Bela Vista e a equipa de futebol sénior disputa atualmente na Divisão de Elite da AF Porto (época de 2025–26).

## História

### Fundação
O futebol começou a ser jogado na freguesia de Rio de Moinhos antes muito antes da fundação do SC Rio de Moinhos, existia uma equipa em Rio de Moinhos criada em meados do século XX, mas essa equipa apenas jogava em campeonatos amadores contra clubes das outras freguesias do concelho de Penafiel, o seu campo era localizado na Rua da Agrela, para além dessa equipa amadora, mais tarde foi fundado em 1965 o Clube Desportivo José Alves propriedade do empresário da indústria da extração de granito, Sr. José Alves. Devido a essa ausência de um clube federado de nome "Rio de Moinhos" na freguesia, levou a que várias pessoas da terra a 24 de julho de 1974 fundassem o clube, primeiramente com o nome "Sporting Clube Riodemoinhense", nome esse que foi alterado por volta dos anos 90 para o atual nome "Sport Club Rio de Moinhos".
O clube conta já com várias subidas de divisão nas competições da AF Porto (4 desde subida e 2 descidas desde 2001 em registo), atualmente disputa a Divisão de Honra da AF Porto a divisão mais alta divisão que o clube já atingiu.
O SC Rio de Moinhos é considerado o segundo clube mais representativo do concelho de Penafiel, sendo apenas ultrapassado pelo FC Penafiel, tendo sido por muitos anos o único clube de Penafiel a ter futebol sénior federado (para além do FC Penafiel).
Desde a sua fundação o SC Rio de Moinhos teve equipas de juniores que jogavam as competições amadoras do concelho de Penafiel, por volta de 2010 foram criados mais escalões e a formação começou a jogar nas competições da AF Porto, mais tarde a formação do clube foi gerida e organizada pelo SC Braga (Guerreiros do futuro de Penafiel) esse período foi entre de 2019 até 2022, atualmente o SC Rio de Moinhos está de volta no comando da sua formação. Na atualidade conta com mais de uma centena de atletas.

### Rivalidades
O principal rival do SC Rio de Moinhos é o FC Alpendorada clube da freguesia da outra margem do Rio Tâmega a freguesia de Alpendorada, Várzea e Torrão do conselho de Marco de Canavezes, esse jogo é conhecido como o dérbi do Tâmega (o FC Alpendorada atualmente está em divisões a cima do SC Rio de Moinhos).
O clube também mantem rivalidades com os clubes das outras freguesias vizinhas, mas atualmente maior parte dessas equipas encontram-se em divisões a baixo a do SC Rio de Moinhos.
Anteriormente também existia a rivalidade entre o SC Rio de Moinhos e o Clube Desportivo José Alves da freguesia de Rio de Moinhos, clube esse que esteve no ativo entre 1965 e 1989, rivalidades que ultrapassavam por vezes a barreira do desporto e desaguavam em cenas de violência na freguesia.

### Emblema e cores
O emblema é composto por um escudo branco com duas faixas de cor azul e a sigla S.C.R.M. de "Sport Club Rio de Moinhos", anteriormente a sigla era S.C.R. de "Sporting Clube Riodemoinhense", à volta do escudo tem uma fita branca e no topo uma bola de futebol branca da época da fundação.
As cores do equipamento principal do clube são o preto e o branco, mas já chegou por alguns anos ser o azul e branco, as cores do equipamento foram alteradas algumas vezes mas o emblema do clube continuou sempre com a predominância do azul e branco.

## Infraestruturas

### Estádio da Bela Vista
O Estádio da Bela Vista, a casa do SC Rio de Moinhos desde a sua fundação em 1974, ao longo dos anos foi sofrendo alterações, obras essa executadas no recinto proporcionadas pela Câmara Municipal de Penafiel e pela Junta de Freguesia de Rio de Moinhos.
Desde 2000 as alterações foram as seguintes:
1. Construção da 2ª bancada, inauguração na década de 2000.
2. Remodelação dos balneários,  inauguração em 18 de maio de 2013.
3. Colocação do relvado sintético, inauguração em 25 de abril 2015.[5][6]
4. Requalificação da sede social, inauguração em 18 de março de 2017.
5. Colocação da cobertura da bancada, inauguração em 17 de agosto de 2017.[7][8]
6. Inauguração do salão nobre António Silva, inauguração em 13 de julho de 2018.
7. Requalificação das instalações de apoio ao estádio, inauguração em 2021.
8. Substituição da iluminação antiga para a uma iluminação LED.

#### Características do estádio
- Fundação: 1974
- Piso: Relvado Sintético
- Lotação: cerca de 2000 espetadores (380 cadeiras)
- Dimensões do Relvado: 100 x 64 metros
- Cobertura: Sim (bancada principal)
- Iluminação artificial: Sim
- Proprietários: Câmara Municipal de Penafiel e SC Rio de Moinhos
- Antigos nomes do recinto: Campo da Bela Vista e Novo Campo da Bela Vista
- Mais características: O estádio ainda conta com uma rede de 12 metros em volta do campo.
- Utilização: Este estádio é usado para a prática do futebol dos seniores e camadas jovens do SC Rio de Moinhos, mas pode ser utilizado por outros clubes do concelho de Penafiel, também é usado para vários outros eventos da freguesia de Rio de Moinhos.

## Galeria

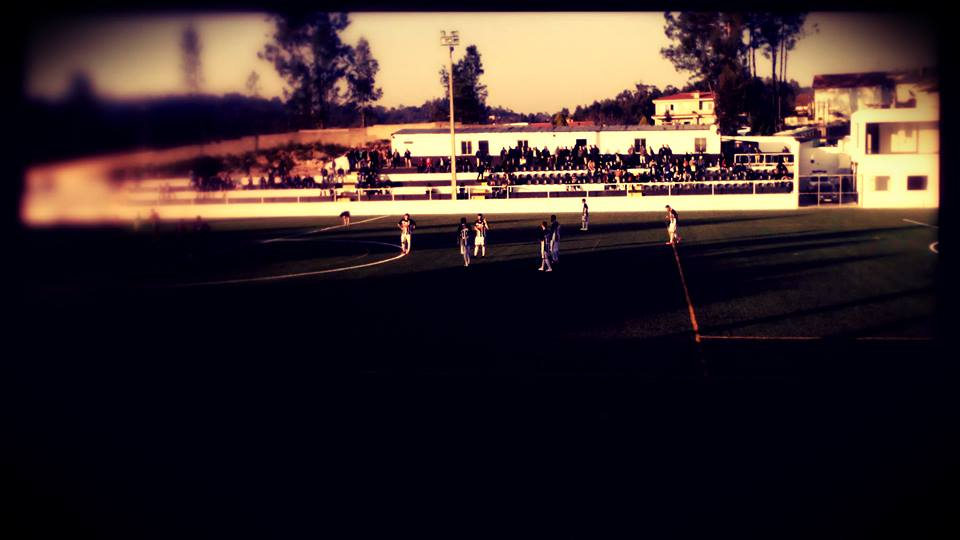
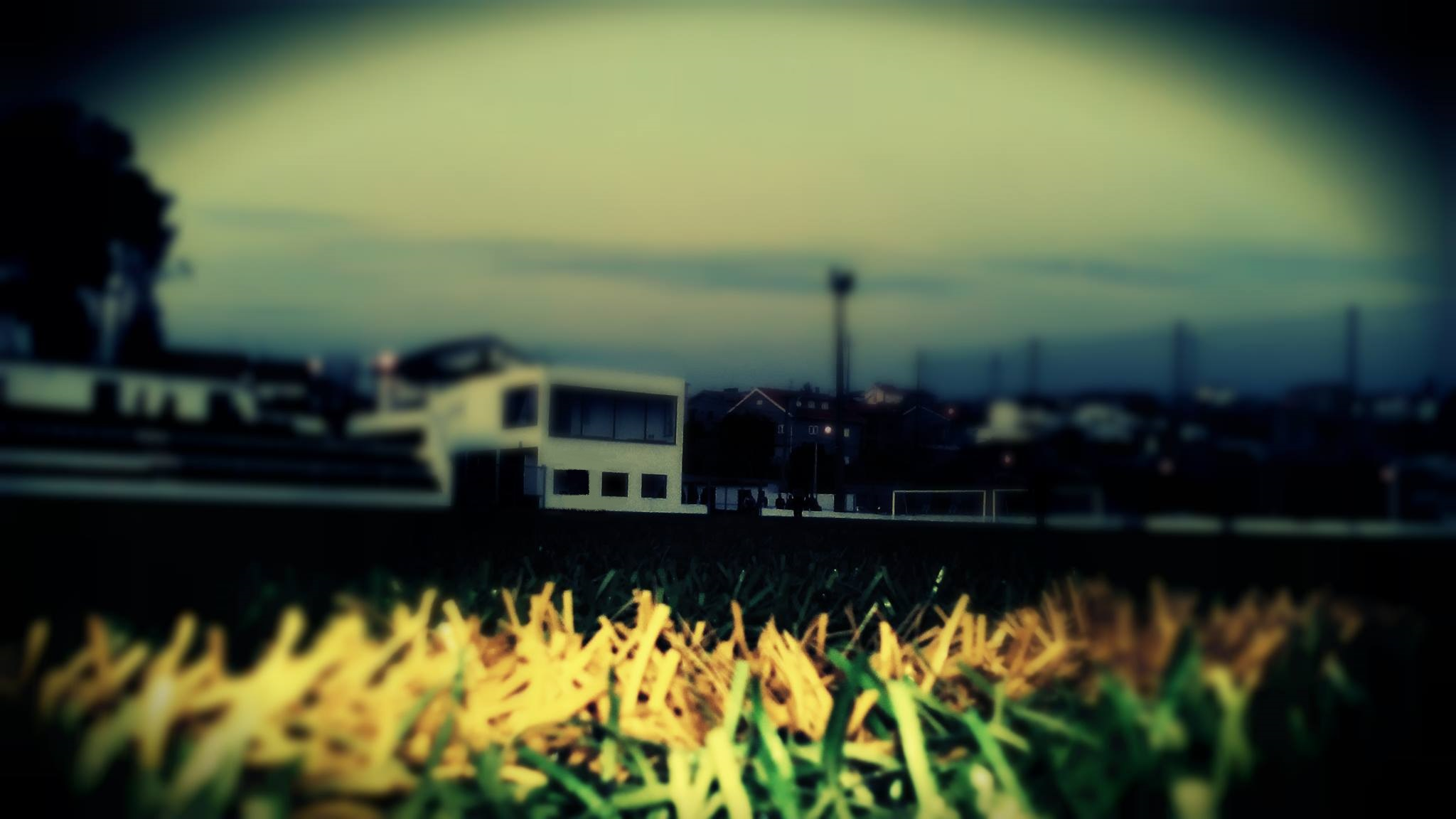
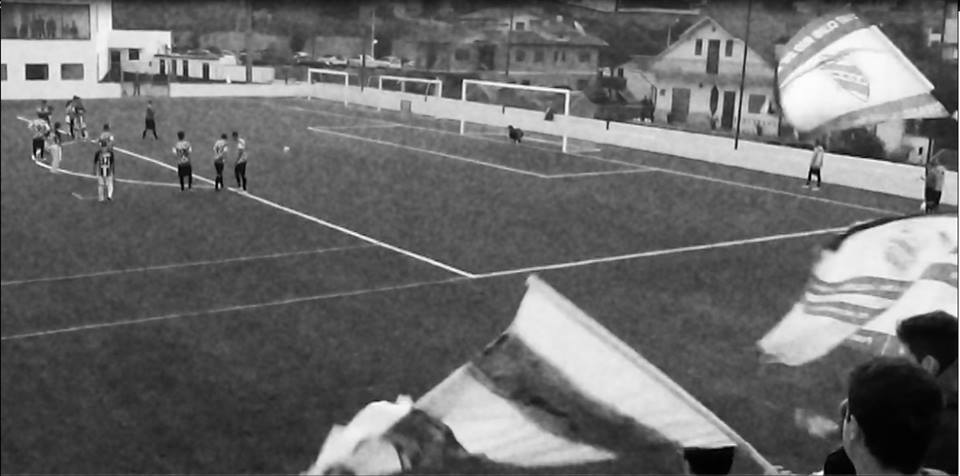

## Futebol (sénior)

### Plantel
Atualizado em 10 de março de 2025.

### Classificações
| Lista de classificações desde 2000 | Lista de classificações desde 2000        | Lista de classificações desde 2000 | Lista de classificações desde 2000 | Lista de classificações desde 2000 | Lista de classificações desde 2000 | Lista de classificações desde 2000 | Lista de classificações desde 2000 | Lista de classificações desde 2000 | Lista de classificações desde 2000 | Lista de classificações desde 2000 | Lista de classificações desde 2000 | Lista de classificações desde 2000 |
| Época                              | Divisão                                   | Posição                            | Pts.                               | J                                  | V                                  | E                                  | D                                  | GM                                 | GS                                 | DG                                 | Série e ou Fase                    | Situação                           |
| ---------------------------------- | ----------------------------------------- | ---------------------------------- | ---------------------------------- | ---------------------------------- | ---------------------------------- | ---------------------------------- | ---------------------------------- | ---------------------------------- | ---------------------------------- | ---------------------------------- | ---------------------------------- | ---------------------------------- |
| 2025–26                            | Divisão de Elite da AF Porto (2º escalão) |                                    |                                    |                                    |                                    |                                    |                                    |                                    |                                    |                                    |                                    |                                    |
| 2024–25                            | Divisão de Honra da AF Porto (3º escalão) | 2º                                 | 69                                 | 30                                 | 22                                 | 3                                  | 5                                  | 63                                 | 23                                 | +40                                | Série 3                            | Promovido                          |
| 2024–25                            | Divisão de Honra da AF Porto (3º escalão) | 4º                                 | 1                                  | 6                                  | 0                                  | 1                                  | 5                                  | 9                                  | 21                                 | -12                                | Apuramento de Campeão              | Promovido                          |
| 2023–24                            | Divisão de Honra da AF Porto (2º escalão) | 15º                                | 25                                 | 30                                 | 6                                  | 7                                  | 17                                 | 35                                 | 64                                 | -29                                | Série 2                            | Despromovido                       |
| 2022–23                            | Divisão de Honra da AF Porto (2º escalão) | 7º                                 | 19                                 | 18                                 | 5                                  | 4                                  | 9                                  | 25                                 | 35                                 | -10                                | Série 4                            |                                    |
| 2022–23                            | Divisão de Honra da AF Porto (2º escalão) | 4º                                 | 34                                 | 14                                 | 7                                  | 3                                  | 4                                  | 29                                 | 22                                 | +7                                 | Série 4 - Manutenção               |                                    |
| 2021–22                            | Divisão de Honra da AF Porto (2º escalão) | 11º                                | 36                                 | 30                                 | 10                                 | 6                                  | 14                                 | 43                                 | 51                                 | -8                                 | Série 2                            |                                    |
| 2020–21                            | Divisão de Honra da AF Porto (2º escalão) | 7º                                 | 20                                 | 12                                 | 6                                  | 2                                  | 4                                  | 18                                 | 21                                 | -3                                 | Série 2                            |                                    |
| 2019–20                            | Divisão de Honra da AF Porto (2º escalão) | 10º                                | 30                                 | 23                                 | 8                                  | 6                                  | 9                                  | 32                                 | 36                                 | -4                                 | Série 2                            |                                    |
| 2018–19                            | Divisão de Honra da AF Porto (2º escalão) | 7º                                 | 47                                 | 30                                 | 13                                 | 8                                  | 9                                  | 39                                 | 32                                 | +7                                 | Série 2                            |                                    |
| 2017–18                            | Divisão de Honra da AF Porto (2º escalão) | 10º                                | 37                                 | 30                                 | 10                                 | 7                                  | 13                                 | 37                                 | 40                                 | -3                                 | Série 2                            |                                    |
| 2016–17                            | 1ª Divisão da AF Porto (3º escalão)       | 8º                                 | 39                                 | 30                                 | 11                                 | 6                                  | 13                                 | 49                                 | 55                                 | -6                                 | Série 2                            | Promovido                          |
| 2015–16                            | 1ª Divisão da AF Porto (3º escalão)       | 7º                                 | 47                                 | 30                                 | 12                                 | 11                                 | 7                                  | 47                                 | 40                                 | +7                                 | Série 2                            |                                    |
| 2014–15                            | 1ª Divisão da AF Porto (3º escalão)       | 8º                                 | 41                                 | 30                                 | 11                                 | 8                                  | 11                                 | 46                                 | 42                                 | +4                                 | Série 2                            |                                    |
| 2013–14                            | 1ª Divisão da AF Porto (3º escalão)       | 10º                                | 33                                 | 30                                 | 8                                  | 9                                  | 13                                 | 40                                 | 41                                 | -1                                 | Série 2                            |                                    |
| 2012–13                            | 2ª Divisão da AF Porto (3º escalão)       | 5º                                 | 61                                 | 32                                 | 18                                 | 7                                  | 7                                  | 70                                 | 37                                 | +33                                | Série 2                            | Promovido                          |
| 2012–13                            | 2ª Divisão da AF Porto (3º escalão)       | 9º                                 | —                                  | 1                                  | 1                                  | 0                                  | 0                                  | 2                                  | 0                                  | +2                                 | Apuramento de 9º e 10º             | Promovido                          |
| 2011–12                            | 1ª Divisão da AF Porto (2º escalão)       | 17º                                | 29                                 | 34                                 | 6                                  | 11                                 | 17                                 | 34                                 | 60                                 | -26                                | Série 2                            | Despromovido                       |
| 2010–11                            | 1ª Divisão da AF Porto (2º escalão)       | 14º                                | 36                                 | 34                                 | 9                                  | 9                                  | 16                                 | 43                                 | 58                                 | -15                                | Série 2                            |                                    |
| 2009–10                            | Divisão de Honra da AF Porto (1º escalão) | 16º                                | 35                                 | 34                                 | 9                                  | 8                                  | 17                                 | 31                                 | 56                                 | -25                                | —                                  | Despromovido                       |
| 2008–09                            | Divisão de Honra da AF Porto (1º escalão) | 15º                                | 41                                 | 38                                 | 11                                 | 8                                  | 19                                 | 51                                 | 49                                 | +2                                 | —                                  |                                    |
| 2007–08                            | 1ª Divisão da AF Porto (2º escalão)       | 2º                                 | 65                                 | 34                                 | 19                                 | 8                                  | 7                                  | 60                                 | 31                                 | +29                                | Série 2                            | Promovido                          |
| 2007–08                            | 1ª Divisão da AF Porto (2º escalão)       | 4º                                 | —                                  | 2                                  | 0                                  | 1                                  | 1                                  | 0                                  | 1                                  | -1                                 | Apuramento de 3º e 4º              | Promovido                          |
| 2001–07                            | 1ª Divisão da AF Porto (2º escalão)       | Sem dados                          | Sem dados                          | Sem dados                          | Sem dados                          | Sem dados                          | Sem dados                          | Sem dados                          | Sem dados                          | Sem dados                          | Sem dados                          |                                    |
| 2000–01                            | 2ª Divisão da AF Porto (3º escalão)       | Sem dados                          | Sem dados                          | Sem dados                          | Sem dados                          | Sem dados                          | Sem dados                          | Sem dados                          | Sem dados                          | Sem dados                          | Sem dados                          | Promovido                          |

 Atualizado em 14 de junho de 2025.

### Treinadores
| Lista de treinadores desde 2007 | Lista de treinadores desde 2007 |
| Nome                            | Período                         |
| ------------------------------- | ------------------------------- |
| Luciano Cerdeira                | 2024–Presente                   |
| Gusto Sousa                     | 2023–2024                       |
| Zé Tó                           | 2023                            |
| Tiago Moreira                   | 2022–2023                       |
| Vítor Pacheco                   | 2022                            |
| Bruno Barros                    | 2021–2022                       |
| Salvador Rocha                  | 2019–2021                       |
| Nuno Cruz                       | 2019                            |
| Raúl Faria                      | 2019                            |
| Sérgio Magalhães                | 2014–2019                       |
| Salvador Rocha                  | 2012–2014                       |
| Ivo Damas                       | 2011–2012                       |
| Salvador Rocha                  | 2011–2012                       |
| Moura da Costa                  | 2010–2011                       |
| Miguel Ângelo                   | 2010–2011                       |
| Miguel                          | 2009–2010                       |
| Francisco Castro                | 2009–2010                       |
| Vítor Pacheco                   | 2009–2010                       |
| Neves                           | 2009–2010                       |
| Vítor Pacheco                   | 2008–2009                       |
| Neves                           | 2007–2008                       |
| Sem dados                       | 1974–2007                       |

 Atualizado em 10 de março de 2025.

### Equipamentos
| Lista de equipamentos | Lista de equipamentos | Lista de equipamentos    |
| Período               | Material desportivo   | Patrocinador (principal) |
| --------------------- | --------------------- | ------------------------ |
| 2023–Presente         | Belma                 | Caridades                |
| 2022–2023             | AMsport               | Caridades                |
| 2021–2022             | Belma                 | Caridades                |
| 2015–2021             | MartinSport           | Caridades                |
| 2014–2015             | Maiscor               | Caridades                |
| 2013–2014             | MartinSport           | Caridades                |
| 2012–2013             | Sem marca             | Caridades                |
| 2011–2012             | Belma                 | Caridades                |
| 2010–2011             | Belma                 | Olijafa                  |
| 2009–2010             | Sem dados             | Sem dados                |
| 2007–2009             | AMsport               | Cunha Duarte             |
| Anos 2000             | Desportreino          | Vila de Rio de Moinhos   |
| Anos 2000             | Desportreino          | Restaurante do Paço      |
| Anos 90               | Sem dados             | Maglosin                 |
| Anos 90               | Sem dados             | MIBA                     |
| 1974–1990s            | Sem dados             | Nenhum                   |

 Atualizado em 10 de março de 2025.

#### Evolução do equipamento principal
| 1974–1975 | 1975–1980s | 1990s (Início) | 1993–1994 | 1990 (meados) | 1990s (Finais) | 2000–01 | 2000s (Inícios) |

| 2007–08 | 2008–09 | 2009–10 | 2010–2011 | 2011–12 | 2012–13 | 2013–14 | 2014–15 | 2015–16 |

| 2016–17 | 2017–18 | 2018–19 | 2019–21 | 2021–22 | 2022–23 | 2023–24 | 2024–25 | 2025–26 |

#### Evolução do equipamento alternativo
| 2000s (Inícios) | 2014–15 | 2015–21 | 2023–24 | 2024–25 | 2025–26 |

## Presidentes
| Lista de presidentes do clube | Lista de presidentes do clube | Lista de presidentes do clube |
| Nº                            | Nome                          | Período                       |
| ----------------------------- | ----------------------------- | ----------------------------- |
| 17º                           | Carlos Almeida                | 2025–presente                 |
| 16º                           | José Augusto Santos           | 2023–2025                     |
| -                             | António Silva                 | 2010–2023                     |
| 15º                           | Agostinho Soares              | 2008–2010                     |
| 14º                           | Luis Gonzaga                  | 2006–2008                     |
| 13º                           | Sem dados                     | 2000s                         |
| 12º                           | Sem dados                     | 1990s–2000s                   |
| 11º                           | Sem dados                     | 1990s                         |
| 10º                           | José Soares                   | 1994-1990s                    |
| 9º                            | Carlos Vieira                 | 1993–1994                     |
| 8º                            | António Silva                 | 1991–1993                     |
| 7º                            | Sem dados                     | 1980s–1991                    |
| 6º                            | Ludgero Guerra                | 1980s                         |
| 5º                            | Sem dados                     | 1980s                         |
| 4º                            | Sem dados                     | 1980s                         |
| 3º                            | Neca Ferreira                 | 1980s                         |
| 2º                            | Manuel F.C. Duarte            | 1970s                         |
| 1º                            | Sr. Pinto                     | 1974–Sem dados                |

 Atualizado em 10 de março de 2025.

## Condecorações e prémios
| Lista de condecorações e prémios | Lista de condecorações e prémios       | Lista de condecorações e prémios |
| Honrarias                        | Honrarias                              | Ano                              |
|                                  | Medalha de Honra da Junta de Freguesia | 2008                             |
|                                  | Medalha de Mérito Municipal Dourada    | 2009                             |
| -------------------------------- | -------------------------------------- | -------------------------------- |

 Atualizado em 10 de março de 2025.